# Greater Ontario Junior Hockey League
Greater Ontario Junior Hockey League, GOJHL, är en juniorishockeyliga som är baserat till störst del i den kanadensiska provinsen Ontarios södra del. Den är för manliga ishockeyspelare som är mellan 16 och 21 år gamla. Ligan är sanktionerad av det nationella ishockeyförbundet Hockey Canada samt de regionala ishockeyförbunden Ontario Hockey Association och Ontario Hockey Federation.

## Historik
GOJHL grundades 2007 när Golden Horseshoe Junior Hockey League (GHL), Mid-Western Junior Hockey League (MWJHL) och Western Ontario Hockey League (WOHL) fusionerades med varandra i syfte att göra svårare för Ontario Provincial Junior A Hockey League att "stjäla" talangfyllda ishockeyspelare från dem.

## Lagen

### Nuvarande
Källa: 
| Golden Horseshoe Conference - Buffalo Regals - Caledonia Pro-Fit Corvairs - Fort Erie Meteors - Hamilton Kilty B's - Niagara Falls Canucks - Pelham Panthers - St. Catharines Falcons - Thorold Blackhawks - Welland Jr. Canadians | Midwestern Conference - Brampton Bombers - Brantford Bandits - Cambridge Redhawks - Elmira Sugar Kings - Kitchener Dutchmen - Listowel Cyclones - Stratford Warriors - Waterloo Siskins | Western Conference - Chatham Maroons - Komoka Kings - LaSalle Vipers - Leamington Flyers - London Nationals - Sarnia Legionnaires - St. Marys Lincolns - St. Thomas Stars - Strathroy Rockets |

### Tidigare
Ett urval av lag som har tidigare spelat i GOJHL.
| - Ancaster Avalanche - Brantford 99ers - Brantford Golden Eagles - Buffalo Blades - Cambridge Winterhawks - Caledonia Corvairs - Guelph Dominators | - Guelph Hurricanes - Lambton Shores Predators - Lockport Regals - Owen Sound Greys - Pelham Pirates - Petrolia Jets - Port Colborne Pirates | - Port Colborne Sailors - Sarnia Blast - Stoney Creek Warriors - Stratford Cullitons - Tecumseh Chiefs - Wheatfield Jr. Blades |

## Mästare
Samtliga lag som har vunnit Sutherland Cup som ges ut till det vinnande laget av GOJHL:s slutspel. Innan ligan bildades 2007 gavs Sutherland Cup till det vinnande laget i en årlig turnering mellan vinnarna i juniorishockeyligorna som klassificeras som "Junior B" i Kanada.
| - 2007–2008: Tecumseh Chiefs - 2008–2009: Brantford Golden Eagles - 2009–2010: LaSalle Vipers - 2010–2011: Elmira Sugar Kings | - 2011–2012: St. Catharines Falcons - 2012–2013: London Nationals - 2013–2014: Caledonia Corvairs - 2014–2015: Caledonia Corvairs | - 2015–2016: Caledonia Corvairs - 2016–2017: Elmira Sugar Kings - 2017–2018: Listowel Cyclones - 2018–2019: Waterloo Siskins |

## Spelare

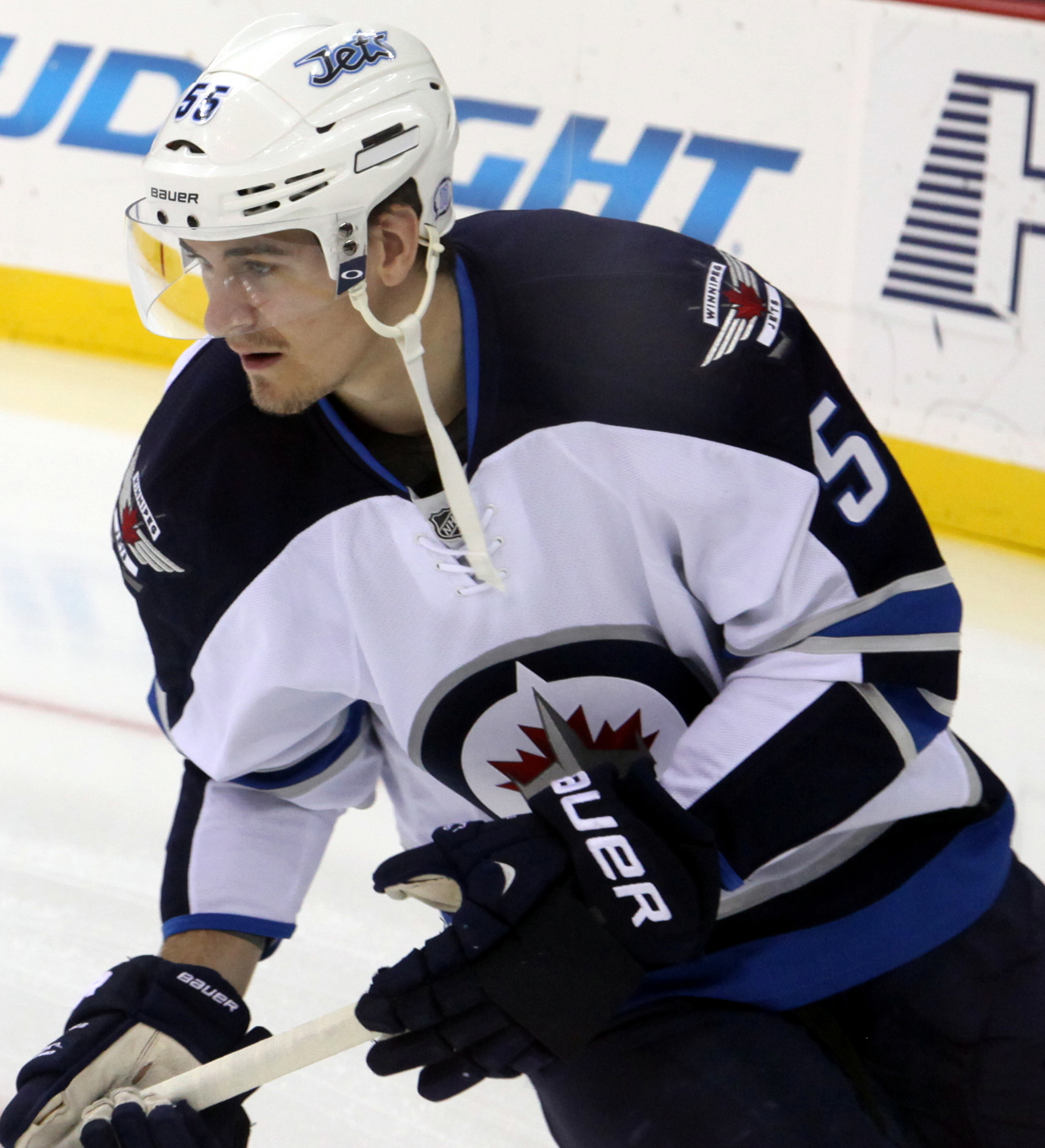
Mark Scheifele.

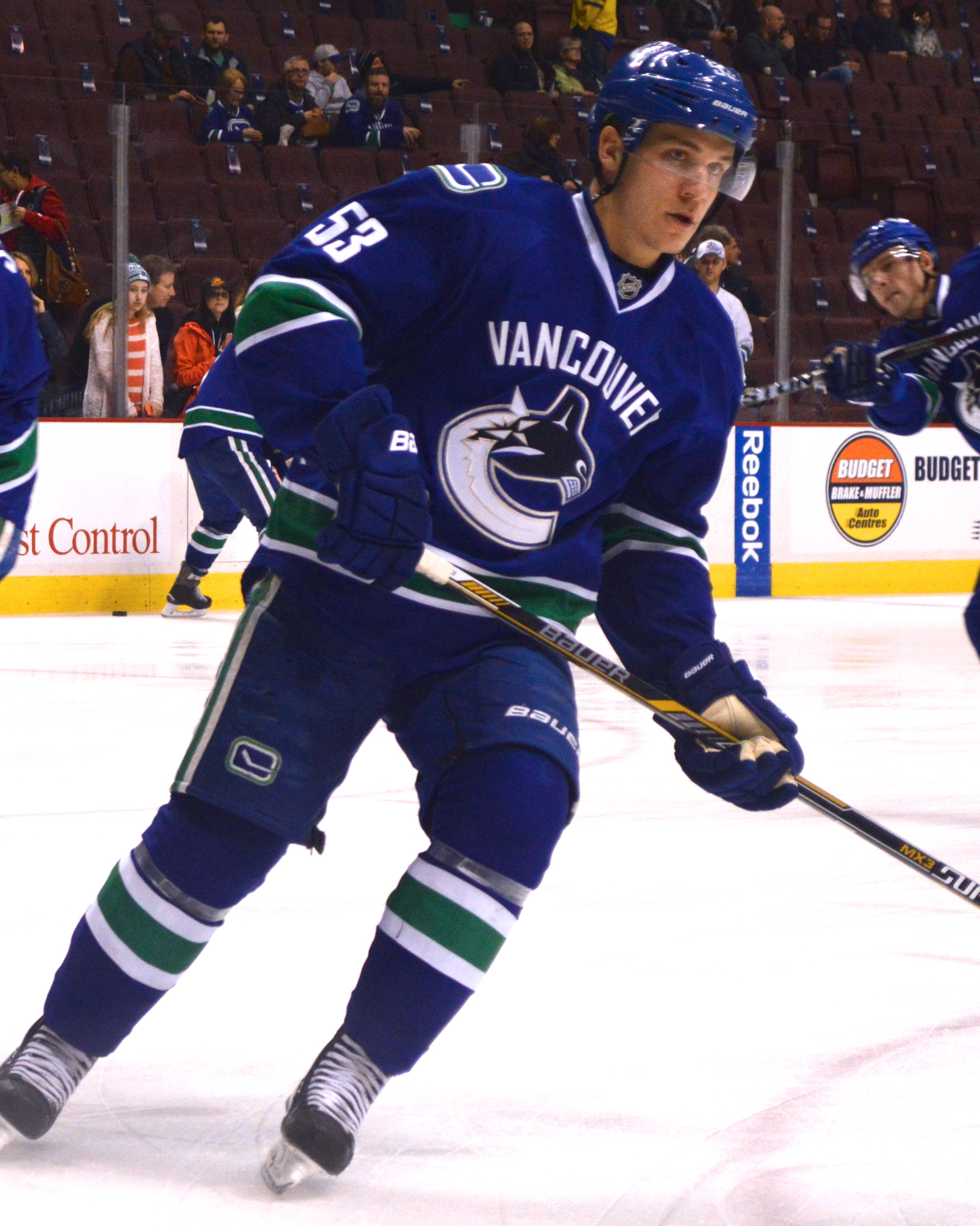
Bo Horvat.

Ett urval av ishockeyspelare som har spelat en del av sina ungdomsår i ligan.
| Målvakter - Mackenzie Blackwood - Tom McCollum | Backar - Jesse Blacker - Kevin Czuczman - Jake Dotchin - Vince Dunn - Ryan Johnston - Kurtis MacDermid - Jacob Middleton - Brandon Montour - Trevor Murphy | Forwards - Justin Auger - Lawson Crouse - Seth Griffith - Bo Horvat - Boone Jenner - Matt Lorito - Jared McCann - Tye McGinn - Greg McKegg - Tanner Pearson - Mark Scheifele - Riley Sheahan - Brendan Woods |